# كينغز سلام 6
بطولة الملوك الستة للتنس (بالإنجليزية: 6 Kings Slam) هي بطولة استعراضية للتنس أقيمت في الرياض في المملكة العربية السعودية، خلال فعاليات موسم الرياض 2024. أقيمت البطولة أيام 16 و17و 19 أكتوبر 2024. يوم 18 أكتوبر هو يوم راحة وفقًا لقاعدة اتحاد لاعبي التنس للمحترفين التي تنص على عدم السماح للاعبين بالتنافس لمدة ثلاثة أيام متتالية في بطولة استعراضية. اللاعبون الستة الذين يتنافسون في هذا الحدث هم نوفاك ديوكوفيتش،رافائيل نادال، جانيك سينر، كارلوس ألكاراز ، دانييل ميدفيديف وهولجر روني .
نظرًا لأن هذا ليس حدثًا معتمدًا من قبل رابطة محترفي التنس فإن اللاعبين لا يكسبون أي نقاط في التصنيف ولا تُحتسب نتائج المباريات في المواجهات المباشرة. يحصل كل من المشاركين الستة جائزة لا تقل عن مليون ونصف دولار أمريكي، حيث يحصل الفائز على أكبر جائزة في تاريخ التنس، وهب ستة ملايين دولار أمريكي. وهو ما يقرب من ضعف جائزة بطل جراند سلام (3.8 مليون دولار أمريكي). 
أقيمت البطولة في ملعب يسمى The Venue يتسع لـ 8000 متفرج تم بناؤه خصيصًا للبطولة .
فاز يانيك 9 بالبطولة الأولي بعد تغلبه على كارلوس ألكاراز في المباراة النهائية وحصل على أكبر جائزة مالية في تاريخ التنس، متجاوزًا بذلك جائزة نوفاك ديوكوفيتش البالغة 4,740,300 دولار في نهائيات اتحاد لاعبي التنس المحترفين 2022. وتغلب نوفاك ديوكوفيتش على رافائيل نادال ليحصل على جائزة المركز الثالث. وبعد انتهاء مبارة ديوكوفيتش ونادل قدم تركي آل الشيخ رئيس الهيئة العامة للترفيه السعودية مضرب ذهبي لنادال يبلغ وزنه ٣ كيلوجرام وقيمته 250 ألف يورو.

## التنسيق والجدول الزمني
الشكل الرسمي للبطولة هو بطولة إقصائية من دور واحد، حيث تم إعفاء لاعبين من الدور نصف النهائي مباشرة: رافائيل نادال ونوفاك ديوكوفيتش. 
- الأربعاء 16 أكتوبر 2024: دانييل ميدفيديف ضد يانيك سينر؛ هولجر رون ضد كارلوس الكاراز
- الخميس 17 أكتوبر 2024: نوفاك ديوكوفيتش ضد يانيك سينر؛ رافائيل نادال ضد كارلوس الكاراز
- الجمعة 18 أكتوبر 2024: يوم راحة
- السبت 19 أكتوبر 2024: نوفاك ديوكوفيتش ضد رافائيل نادال. يانيك سينر ضد كارلوس الكاراز

## الجدول

### ربع النهائي
- جانيك سينر هزم.  دانييل ميدفيديف، 6–0، 6–3
- كارلوس ألكاراز هزم.  هولغر رون، 6–4، 6–2

### نصف النهائي
- جانيك سينر هزم.  نوفاك دجوكوفيتش، 6–2، 6–7، 6–4

- كارلوس ألكاراز هزم.  رافاييل نادال، 6–3، 6–3

### المركز الثالث
نوفاك دجوكوفيتش هزم  رافاييل نادال، 6–2، 7–6

### النهائي
- جانيك سينر هزم.  كارلوس ألكاراز، 6–7، 6–3 ،6–3

## البث
حصلت Dazn على الحقوق العالمية لبث 6 Kings Slam، مع بث T2 للمباريات في الولايات المتحدة.  ونقلت إم بي سي مصر وبي إن سبورتس العربية البطولة في منطقة الشرق الأوسط وشمال أفريقيا. وبثت في روسيا عبر قناة Kinopoisk. كما حصلت سكاي سبورتس على الحقوق في جميع دول التي تبث من خلالها المجموعة وهي إيطاليا والمملكة المتحدة وأيرلندا وألمانيا والنمسا وسويسرا.

## معاير اختيار اللعيبين
تمت دعوة لاعبي التنس الستة النشطين الذين فازوا بأكبر عدد من البطولات الأربعة الكبرى إلى بطولة Kings Slam 6. تمت دعوة نوفاك ديوكوفيتش ورافائيل نادال، وبعد أن فازا بألقاب أكثر من أي شخص آخر في مسيرتهما، تم منحهما كارت يسمح لهما بالوصول مباشرة إلى الدور نصف النهائي. كما شارك في البطولة كارلوس الكاراز، الفائز بأربعة ألقاب من البطولات الأربع الكبرى، وجانيك سينر الفائز ببطولتين، ودانييل ميدفيديف الفائز بإحدى البطولات الأربع الكبرى. بالإضافة إلى لاعبي التنس هؤلاء، كما يوجد بعض اللعيبين الذين ما زالوا نشطين وفازوا بلقب إحدى البطولات الأربع الكبرى مثل ستان فافرينكا الذي، على الرغم من فوزه بثلاثة ألقاب من البطولات الأربع الكبرى، لم تتم دعوته بسبب الإصابات الأخيرة والمشاكل البدنية، ودومينيك ثيم الذي من المقرر أن يعتزل خلال أسبوع البطولة.
ثم تم اختيار الدنماركي هولجر رون ليكون المشارك الأخير، على الرغم من أنه لم يشارك مطلقًا في نهائي إحدى البطولات الكبري.